# فالتوبينا
فالتوبينا (بالإيطالية: Valtopina)‏ هي بلدية في مقاطعة بيرودجا في إقليم أومبريا في إيطاليا.

## السكان
في سنة 1861 بلغ عدد السكان 979 نسمة، وتطور العدد ليصل في سنة 2011 لـ 1٬486 نسمة.
يظهر هذا المخطط البياني تطور النمو السكاني لـ فالتوبينا